# Storsjön (Hamrånge socken, Gästrikland)
Ej att förväxla med Storsjön, en del av Viksjön i västra delen av Hamrånge socken.
Storsjön är en sjö i Gävle kommun i Gästrikland och ingår i Skärjån-Hamrångeåns kustomåde. Sjön har en area på 0,216 kvadratkilometer och ligger 9 meter över havet.

## Delavrinningsområde
Storsjön ingår i det delavrinningsområde (676220-157048) som SMHI kallar för Ovan Slåttmur kanal. Medelhöjden är 20 meter över havet och ytan är 4,3 kvadratkilometer. Det finns inga avrinningsområden uppströms utan avrinningsområdet är högsta punkten. Avrinningsområdets utflöde mynnar i havet. Avrinningsområdet består mestadels av skog (88 procent). Avrinningsområdet har 0,22 kvadratkilometer vattenytor vilket ger det en sjöprocent på 5 procent.